# Piero Suppi
Piero Suppi (Arzignano, 6 aprile 1920 – Firenze, 1998) è stato un calciatore italiano, di ruolo ala.

## Carriera
Nel 1938 iniziò la sua carriera da professionista  nel Vicenza, ottenendo con essa la promozione in Serie B. Nella stagione 1941-42 passò alla Fiorentina, dove esordì in massima serie il 25 ottobre 1941 in Fiorentina - Juventus, finita 1-1. Tra le prestazioni più brillanti di questo periodo la partita contro la Roma (detentrice del titolo nazionale) nella stagione di Serie A 1942-1943, quando segnò addirittura una tripletta. Ritornerà poi nelle file dei lanerossi tra il 1943 e il 1946, negli anni del cambio di denominazione (da Associazione Fascista Calcio Vicenza ad Associazione Calcio Vicenza ). All'inizio della stagione 1946-1947 tornò a Firenze. Gli anni con la maglia viola furono per lui gli ultimi nella massima serie del campionato italiano. Concluderà, infatti, la sua carriera nel Siracusa e di nuovo nel Vicenza, che lo mette in lista di trasferimento nel 1952.

## Palmarès

### Club

#### Competizioni nazionali
- Serie C: 1

Vicenza: 1939-1940